# Generator (musikalbum)
Generator är Bad Religions sjätte album, utgivet 13 mars 1992. Det var bandets första album med trummisen Bobby Schayer, som ersatte Pete Finestone.

## Låtlista
1. "Generator" (Brett Gurewitz) - 3:22
2. "Too Much to Ask" (Greg Graffin) - 2:45
3. "No Direction" (Greg Graffin) - 3:14
4. "Tomorrow" (Greg Graffin) - 1:56
5. "Two Babies in the Dark" (Brett Gurewitz) - 2:25
6. "Heaven Is Falling" (Brett Gurewitz) - 2:04
7. "Atomic Garden" (Brett Gurewitz) - 3:11
8. "The Answer" (Greg Graffin) - 3:21
9. "Fertile Crescent" (Greg Graffin) - 2:09
10. "Chimaera" (Greg Graffin) - 2:28
11. "Only Entertainment" (Greg Graffin) - 3:12

## Medverkande
- Greg Graffin - sång
- Greg Hetson - gitarr
- Brett Gurewitz - gitarr, sång
- Jay Bentley - bas, sång
- Bobby Schayer - trummor, percussion